# 新城市立八名小学校
新城市立八名小学校（しんしろしりつ やなしょうがっこう）は、愛知県新城市にある市立小学校。

## 沿革
- 1962年（昭和37年）4月1日 - 富岡小学校と清水野小学校の2校の合併により誕生。
- 1962年（昭和37年）6月20日 - 新校舎（今では旧校舎）起工式。
- 1963年（昭和38年）6月3日 - 新校舎（今では旧校舎）での授業開始。
- 1963年（昭和38年）7月15日 - 体育館起工式。
- 1963年（昭和38年）12月16日 - 新校舎（今では旧校舎）・体育館竣工式。
- 1966年（昭和41年）4月1日 - 八名井小学校を併合。
- 1968年（昭和43年）10月4日 - ソニー理科教育振興事業優秀校に。
- 1969年（昭和44年）4月1日 - 宇理小学校を併合。
- 1997年（平成9年）12月18日 - 新校舎竣工式。
- 2007年（平成19年）3月6日 - 新体育館竣工式。

## 学校目標
- 元気な子
- 考える子
- 進んでやる子

## 所在地
- 愛知県新城市富岡字半ノ木15番地1

## アクセス
- 新城市Sバスやな線「八名小学校前」停留所から徒歩約3分。